# NGC 4576
NGC 4576 est une galaxie spirale intermédiaire située dans la constellation de la Vierge. Sa vitesse par rapport au fond diffus cosmologique est de 5 690 ± 24 km/s, ce qui correspond à une distance de Hubble de 83,9 ± 5,9 Mpc (∼274 millions d'al). Cette galaxie a été découverte par l'astronome américain Edward Singleton Holden en 1881.
La classe de luminosité de NGC 4576 est II-III et elle présente une large raie HI.
À ce jour, cinq mesures non basées sur le décalage vers le rouge (redshift) donnent une distance de 80,060 ± 13,755 Mpc (∼261 millions d'al), ce qui est à l'intérieur des valeurs de la distance de Hubble.
La désignation VCC 1721 indique que NGC 4538 fait partie de l'amas de la Vierge. Il s'agit d'une erreur, car les galaxies les plus lointaines de cet amas sont celles du groupe de NGC 4235, qui sont à une distance moyenne de 110 millions d'années-lumière.